# Briareo

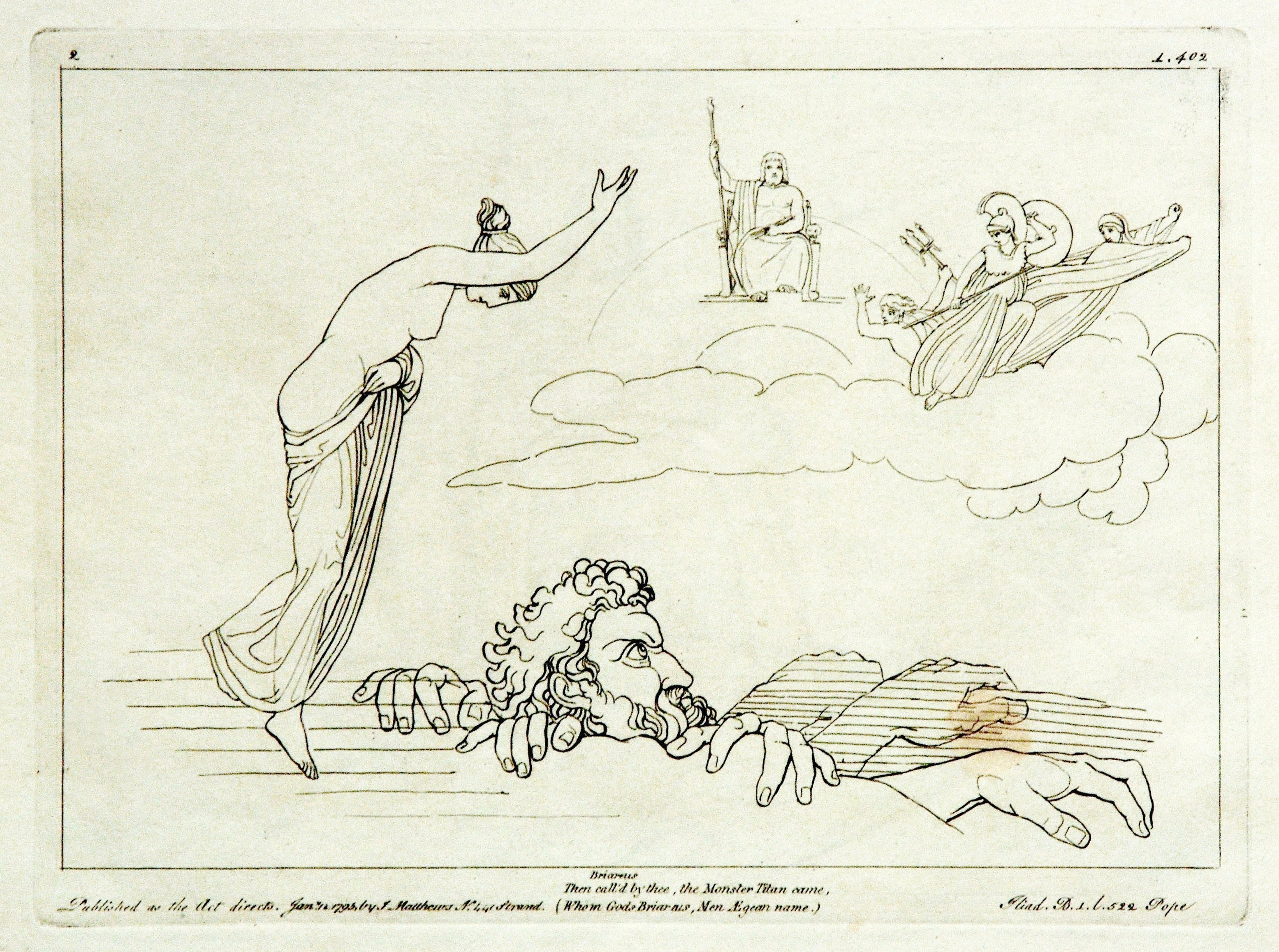
Teti convoca Briareo affinché soccorra Zeus dalla ribellione degli altri Olimpi. Calcografia di Tommaso Piroli (1795) da disegno di John Flaxman (1793)

Briareo è una figura della mitologia greca, figlio di Urano e Gea.

## Miti su Briareo
Era uno dei mostri con cinquanta teste e cento braccia, gli Ecatonchiri o Centimani.
Esiodo nella Teogonia narra che Poseidone vista la gran forza di questo gigante gli concesse di sposare sua figlia Cimopolea.
Ovidio narra di come sia riuscito ad uccidere l'Ofiotauro, il mostro che avrebbe permesso la vittoria sugli dei, bruciandone le viscere. Briareo, però, non riuscì a bruciarle, poiché gli furono sottratte da un nibbio inviato da Zeus.
Quando Atena, Era e Poseidone cercarono di detronizzare Zeus, esasperati dai suoi capricci, Teti domandò il suo aiuto.
In un mito corinzio del II secolo d.C. si raccontava che Briareo fece da arbitro in una disputa tra Poseidone ed Elio (il mare ed il sole). Egli stabilì che l'istmo di Corinto sarebbe toccato a Poseidone, mentre l'acropoli ad Elio:
(Pausania, II 1.6)

## Briareo nella cultura

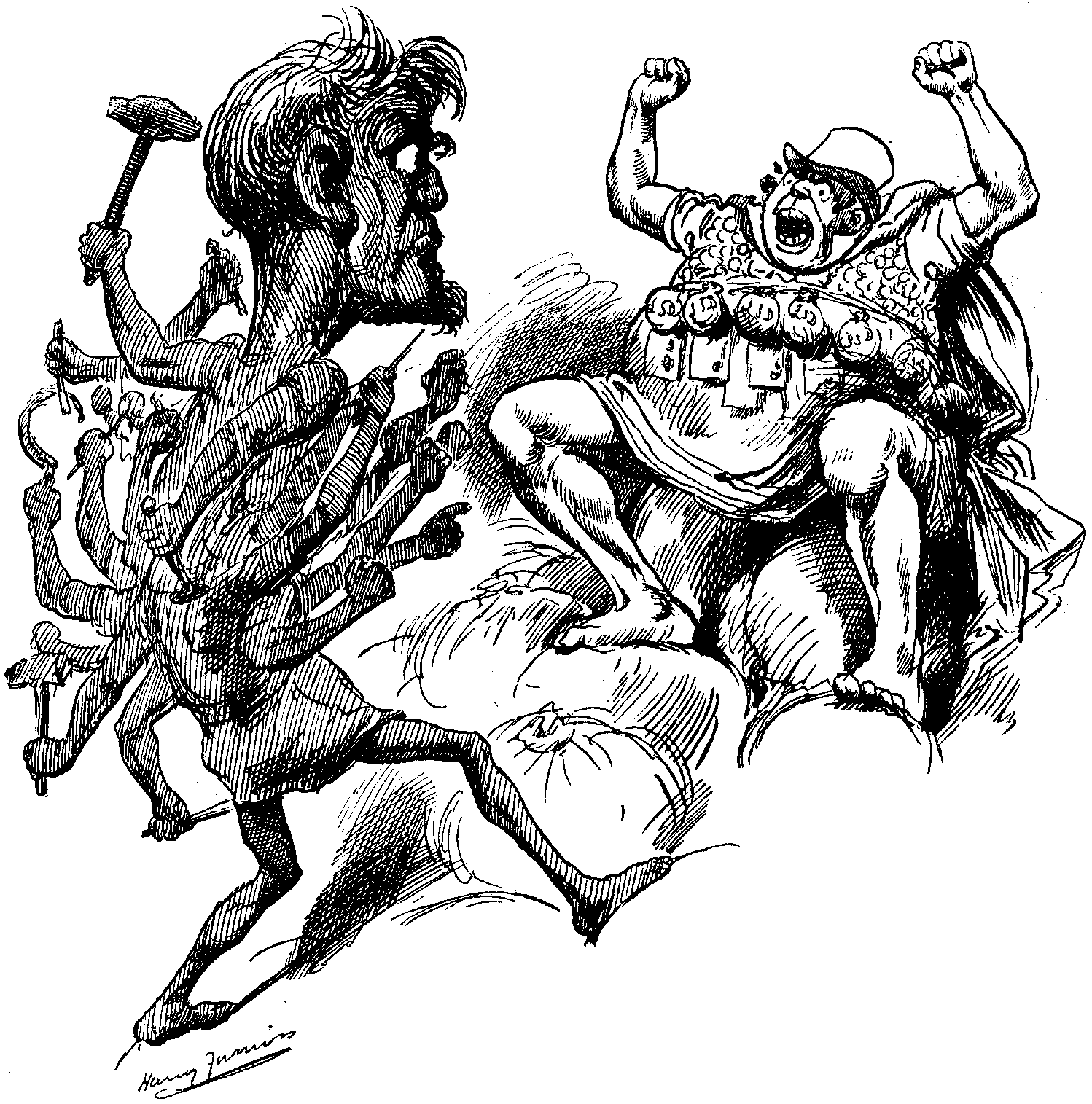
Allegoria politica su Briareo

Come modo di dire è rimasto "bisognerebbe avere le braccia di Briareo" quando qualcuno è impegnato a fare molte cose nello stesso tempo.
Nella Vita di Marcello all'interno delle Vite parallele di Plutarco, Marcello, in ritirata dopo il tentativo di assalire Siracusa dal mare fallito a causa delle leggendarie macchine ideate da Archimede a difesa della città, definisce il celebre scienziato 'Briareo geometra'.
Nella Divina Commedia, nell'Inferno, canto XXXI, Briareo è posto alla guardia del lago di ghiaccio (Cocito) che costituisce il Nono Cerchio. Nel Purgatorio, canto XII, invece, tra gli esempi di superbia punita, Dante Alighieri raffigura Briareo, che prese parte alla battaglia dei Titani contro Giove, scolpito nella roccia, quale esempio di superbia punita, in quanto egli si è rivoltato contro la divinità.
Nel Don Chisciotte Miguel de Cervantes fa in modo che Don Chischiotte veda nel mulino a vento proprio il gigante Briareo "Anche se muovi più braccia del gigante Briareo me le pagherai!"
Viene inoltre citato nei Promessi Sposi di Alessandro Manzoni, dicendo che "attesoché l'humana malitia per sé sola bastar non douebbre a resistere a tanti Heroi, che con occhij d'Argo e braccj di Briareo si vanno trafficando per li pubblici emolumenti" (dal momento che la malignità umana da sola non dovrebbe bastare a resistere a tanti eroi, che con occhi d'Argo e braccia di Briareo si danno da fare per il bene comune).
Nel romanzo Lunedì inizia sabato dei fratelli Strugatskij (1965), Briareo vive, insieme ai fratelli Cotto e Gige, nel vivarium dell'istituto di ricerca per la magia e la stregoneria di Solovets. Gli ecatonchiri vengono ti tanto in tanto impiegati per lavori di fatica, ad esempio per trasportare e caricare sui camion le attrezzature scientifiche.
È presente anche ne Il risveglio di Endymion di Dan Simmons e in Percy Jackson e gli dei dell'Olimpo: la battaglia del labirinto.
Nel videogioco per PlayStation 3 God of War: Ascension Briareo si ribella a Zeus, con il quale era stato alleato nel corso della Titanomachia. Avendo tradito il suo patto di alleanza con Zeus, Briareo scatena l'intervento delle Erinni, che lo catturano, lo torturano e trasformano il suo corpo in una gigantesca fortezza vivente nella quale rinchiudono i traditori da loro puniti. In questa fortezza verrà anche rinchiuso per breve periodo il protagonista Kratos per avere violato il suo patto di fedeltà con Ares.